# Girls Planet 999
Girls Planet 999: The Girls Saga (걸스플래닛999: 소녀대전?, Geolseu peullaenit 999: Sonyeo daejeonLR), o semplicemente Girls Planet 999, è stato un talent show sudcoreano trasmesso su Mnet dal 6 agosto al 22 ottobre 2021.
Lo scopo dello show è lanciare un nuovo girl group di genere K-pop i cui componenti vengono scelti dai telespettatori. 99 concorrenti, tra aspiranti idol e idol provenienti da Corea del Sud, Cina e Giappone, sono state scelte tramite delle audizioni che si sono tenute tra gennaio e febbraio 2021. Esse sono divise nelle tre rispettive nazionalità (K-Group, C-Group e J-Group), con 33 concorrenti per ciascuna nazione. Per debuttare, esse devono sfidarsi tramite delle esibizioni, cercando di piazzarsi nelle prime nove posizioni. Il talent è stato vinto dalle nove concorrenti più votate, indipendentemente dalla loro nazionalità.
Nella finalissima del 22 ottobre 2021, che è stata trasmessa in diretta, lo show ha annunciato le nove vincitrici che hanno debuttato il 3 gennaio 2022 sotto il nome di Kep1er: Kim Chae-hyun, Huening Bahiyyih, Choi Yu-jin, Kim Da-yeon, Seo Young-eun, Kang Ye-seo, Hikaru Ezaki, Mashiro Sakamoto e Shen Xiaoting.
La seconda stagione del programma, intitolata Boys Planet, andata in onda per la prima volta il 2 febbraio 2023, ha solo concorrenti maschili.

## Concetto
Il programma si incentra su tre pianeti, che simboleggiano i tre gruppi di concorrenti, ed è una collaborazione tra Mnet e Universe, una piattaforma di social media di NCSoft. Essa permette il voto da casa al di fuori dei tre paesi partecipanti, ovvero Corea del Sud, Cina e Giappone.
Il programma ha inizialmente raggruppato le concorrenti in trii chiamati "cell". Ogni cell era composta da un componente di ciascuna nazionalità, e poteva essere eliminata tutta in una volta, aumentando così il rischio di eliminazione. Come contromisura, è stata introdotta la "Planet Top 9", che classifica le prime nove concorrenti. Le concorrenti scelte o votate per far parte della Planet Top 9 (identificate con un nome da P1 a P9) hanno potuto riorganizzare le "cell" per provare a ridurre il rischio di eliminazione. Le "cell" sono state rimosse al termine del primo giro di eliminazioni.

## Promozione e trasmissione
Lo show, così come l'apertura delle audizioni, è stato annunciato l'11 gennaio 2021 da Mnet. Yeo Jin-goo è stato confermato come presentatore l'8 giugno, e nel corso dello stesso mese sono stati rivelati i mentori e il titolo della sigla d'apertura. Ulteriori clip promozionali dello show sono state caricate quello stesso mese da Mnet.
La data di trasmissione del programma, il 6 agosto 2021, è stata confermata tramite un video teaser pubblicato il 6 luglio 2021. Un altro video teaser che presenta le 99 concorrenti è stato pubblicato l'8 luglio, insieme ad un poster promozionale. La sigla d'apertura "O.O.O (Over&Over&Over)" è stata svelata il 12 luglio 2021 con un video esibizione del gruppo coreano, con la concorrente Kim Dayeon come "centro". Un'altra versione della performance, ad opera del gruppo cinese, è stata pubblicata il 14 luglio, con Shen Xiaoting posta al centro. La versione del gruppo giapponese è stata pubblicata il 16 luglio, con Hikaru Ezaki come centro. La versione completa della sigla d'apertura contenente tutte le 99 concorrenti è stata diffusa il 29 luglio durante il programma M Countdown.

## Episodi

### Episodio 1 (6 agosto 2021)
Le 99 partecipanti vengono divise in trii, detti "cell", ciascuno con una partecipante coreana, cinese e giapponese. La scelta delle concorrenti è stata decisa in base a una varietà di caratteristiche che le accomunano, come ad esempio il tipo di carriera o gli interessi personali. Dopo l'entrata di tutte le concorrenti nello studio, fanno la conoscenza del presentatore Yeo Jin-goo e del resto dei mentori. Successivamente Yeo espone le regole della competizione, rivelando che ogni cell può essere eliminata tutta in una volta; spiega inoltre che se una concorrente riesce ad accaparrarsi un posto nella "Planet Top 9", avrà l'opzione di riorganizzare la propria cell.
Le concorrenti si esibiscono con delle performance preparate in anticipo, o in gruppo o individualmente. Ogni concorrente viene valutata per determinare se dovrebbe essere considerata una candidata alla Top 9. La posizione individuale di ciascuna concorrente nella classifica viene rivelata prima di ogni performance. L'episodio si conclude con la concorrente del gruppo coreano Choi Yu-jin che sta per esibirsi.

### Episodio 2 (13 agosto 2021)
Le valutazioni per la Planet Top 9 continuano; al termine di esse viene annunciata la classifica generale (indipendentemente dalla nazionalità), con la partecipante del gruppo giapponese Ezaki Hikaru che si posiziona al primo posto. Le concorrenti che sono riuscite ad accedere alla Planet Top 9 cambiano i componenti o conservano le loro cell, e viene in seguito annunciata l'apertura delle votazioni su Universe.
Successivamente all'annuncio, le concorrenti si trasferiscono nei propri dormitori, in cui si sistemano e disfano le proprie valigie. Il giorno seguente partecipano ad una sfida: essa consiste nel "connettere" le proprie cell alle rispettive foto d'infanzia; chi riuscirà ad indovinare correttamente e nel minor tempo possibile le proprie fotografie avrà un vantaggio nella prima "missione" dello show, la "Connect Mission": scegliere le cell con cui esibirsi e il brano di esibizione. La "Connect Mission" prevede la formazione di undici squadre da nove concorrenti (tre cell) che si esibiranno, sfidandosi. Sono disponibili quattro canzoni di gruppi femminili ("How You Like That" delle Blackpink, "Fiesta" delle Iz*One, "Yes or Yes" delle Twice, "The Fifth Season (SSFWL)" delle Oh My Girl), ciascuna delle quali verrà eseguita da due team, e tre canzoni di gruppi maschili denominate "EBS" ("The Eve" degli Exo, "Mic Drop" dei BTS, "Pretty U" dei Seventeen), ognuna delle quali sarà eseguita da un solo team. I team con la stessa canzone si sfideranno uno contro uno, e il team vincitore vedrà i propri voti raddoppiare 24 ore prima della chiusura delle votazioni; i team che invece hanno scelto una canzone "EBS" si sfideranno tra loro. Il migliore tra i cinque team vincitori avrà la chance di esibirsi ad M Countdown dopo la missione.

### Episodio 3 (20 agosto 2021)
La classifica corrente delle cell viene svelata all'inizio dell'episodio, e i vari team iniziano a prepararsi per la loro missione, attribuendo a ciascuna un ruolo nella performance. Successivamente, continuano a fare pratica con i brani a loro assegnati, aiutate anche dai consigli dei mentori per migliorare le loro esibizioni.
In questo episodio vengono mostrate le prove e le esibizioni dei seguenti gruppi:
- "Yes or Yes" delle Twice:

Squadra 1: Huh Jiwon (controcanto, centro), Kim Chaehyun (controcanto), Kim Hyerim (leader, voce principale), Chiayi (controcanto), Ma Yuling (controcanto), Li Yiman (controcanto), Ayana Kuwahara (controcanto), Sumomo Okuma (controcanto) e Moana Yamauchi (controcanto).
Squadra 2: Kim Sein (voce principale), Lee Chaeyun (controcanto), Kim Doah (centro, controcanto), Wen Zhe (controcanto), Xu Ziyin (leader, controcanto), Leung Cheukying (controcanto), Momoko Okazaki (controcanto), Risako Arai (controcanto) e Ririka Kishida (controcanto)
Vincitore: Squadra 1
- "How You Like That" delle Blackpink:

Squadra 1: Choi Yujin (leader, controcanto), Seo Youngeun (voce principale), Lee Yeongyung (rapper), Cai Bing (rapper principale), Xia Yan (rapper), Shen Xiaoting (centro, controcanto), May (controcanto), Yurina Kawaguchi (controcanto) e Vivienne Inaba (controcanto)
Squadra 2: Kim Dayeon (rapper), Yoon Jia (rapper principale), Sim Seungeun (leader, controcanto), Wu Tammy (controcanto), Chien Tzuling (rapper), Zhou Xinyu (voce principale), Miu Sakurai (controcanto), Rinka Ando (centro, controcanto) e Moka Shima (rapper)
Vincitore: Squadra 1
Il Team 1 di "Yes or Yes" vince, seguito dal Team 1 di "How You Like That". Verso la fine, il team di "The Eve" si prepara ad esibirsi.

### Episodio 4 (27 agosto 2021)
Nel quarto episodio continuano le esibizioni della Connect Mission. Si esibiscono i due team di "Fiesta" e i due team di "The Fifth Season". 
- "Fiesta" delle Iz*One:

Squadra 1: Choi Yeyoung (centro, controcanto), Lee Sunwoo (voce principale), Kang Yeseo (controcanto), Chen Hsinwei (controcanto), Huang Xingqiao (controcanto), Poon Wingchi (controcanto), Mashiro Sakamoto (leader, controcanto), Reina Kubo (controcanto) e Nagomi Hiyajo (controcanto)
Squadra 2: Huening Bahiyyih (controcanto), Kim Yubin (leader, controcanto), Suh Jimin (centro, controcanto), Hsu Nientzu (controcanto), Lin Shuyun (controcanto), Wang Qiuru (controcanto), Kyara Nakamura (controcanto), Shihona Sakamoto (controcanto) e Miyu Ito (voce principale)
Vincitore: Squadra 1
- "The Fifth Season (SSFWL)" delle Oh My Girl:

Squadra 1: Kim Bora (leader, voce principale), Lee Hyewon (controcanto), Ryu Sion (controcanto), Liang Jiao (controcanto), Zhang Luofei (controcanto), Chang Ching (centro, controcanto), Manami Nagai (controcanto), Hina Terasaki (rapper) e Hana Hayase (controcanto)
Squadra 2: Lee Rayeon (leader, voce principale), Cho Haeun (controcanto), Joung Min (centro, controcanto), Ho Szeching (controcanto), Liang Qiao (rapper), Cui Wenmeixiu (controcanto), Fuka Oki (controcanto), Miyu Kanno (controcanto) e Fuko Hayashi (controcanto)
Vincitore: Squadra 1
Tra i due team di "Fiesta" vince il Team 1, così come tra i due di "The Fifth Season (SSFWL)" vince il Team 1. Si esibiscono poi i team "EBS", con il team di "Pretty U" che batte i team di "The Eve" e di "MIC Drop" con la maggioranza dei punti. 
- "The Eve" degli Exo: Jeong Jiyoon (voce principale), You Dayeon (controcanto), Kim Suyeon (controcanto), Su Ruiqi (centro, controcanto), Fu Yaning (leader, controcanto), Xu Ruowei (controcanto), Rei Kamikura (controcanto), Hikaru Ezaki (controcanto) e Shana Nonaka (controcanto)
- "MIC Drop" dei BTS: Choi Hyerin (centro, rapper), An Jeongmin (voce principale), Han Dana (centro, controcanto), Liu Yuhan (controcanto), Lin Chenhan (rapper principale), Wang Yale (rapper), Yuna Kitajima (controcanto), Ayaka Fujimoto (controcanto) e Rinka Aratake (rapper)
- "Pretty U" dei Seventeen: Guinn Myah (centro, rapper), Lee Yunji (leader, controcanto), Kim Yeeun (controcanto), Liu Shiqi (voce principale), Gu Yizhou (rapper), Yang Zige (controcanto), Kotone Kamimoto (rapper principale), Ruan Ikema (rapper) e Yume Murakami (controcanto)

Vincitore: Squadra "Pretty U"
Dopo il completamento di tutte le esibizioni, tra tutte le performance vincitrici il team numero uno a scelta dei mentori risulta essere quello di "Yes or Yes", che potrà così esibirsi a M Countdown il 9 settembre.

### Episodio 5 (3 settembre 2021)
Si tiene la prima eliminazione per ridurre le concorrenti da 99 a 54.
Vengono annunciate le prime 16 cell, con pause occasionali tra gli annunci della classifica per mostrare altre attività che le partecipanti hanno svolto insieme. La cell composta da Choi Yujin, Cai Bing e May arriva in vetta alla classifica, mentre le candidate per l'ultima cell, quella al 17º posto, sono la cell di Yoon Jia, Zhou Xinyu e Shima Moka, e quella di Kim Sein, Wen Zhe e Okazaki Momoko. La cell che si aggiudica il 17º posto è la prima di queste due.
In seguito vengono annunciate le destinatarie dei Planet Pass, ovverosia tre concorrenti eliminate, una per ciascuna nazionalità, a cui i mentori hanno deciso di dare una seconda possibilità. I Planet Pass vengono ricevuti da Kim Hye-rim del K-Group, Wen Zhe del C-Group e Ikema Ruan del J-Group.
Successivamente, viene mostrata al pubblico la nuova Planet Top 9, che consiste di (dal 1º posto al 9º posto): Kawaguchi Yurina, Shen Xiaoting, Ezaki Hikaru, Choi Yujin, Sakamoto Mashiro, Su Ruiqi, Cai Bing, Kang Yeseo e Kim Chaehyun.

### Episodio 6 (10 settembre 2021)
Yeo Jin-goo annuncia lo scioglimento delle cell e la trasformazione delle classifiche in graduatorie individuali. Spiega poi la nuova missione, la "Combination Mission": le 54 concorrenti verranno divise in team composti da 3, da 6 o da 9 partecipanti. Ciascuno si esibirà con un brano: sono disponibili 6 brani per i team da tre concorrenti, 3 brani per i team da sei, e 2 brani per i team da nove. Per decidere i team, le ragazze scelgono una alla volta una porta recante un numero tra "3", "6" e "9", ciascuna delle quali porta alla lista dei brani disponibili. Saranno le concorrenti a scegliere quello con cui doversi esibire.
Dopo aver formato i team, le concorrenti cominciano a preparare le proprie performance, e i loro progressi vengono valutati dai mentori prima delle esibizioni vere e proprie.
Le performance si svolgono nel seguente ordine:
- "We Are" di Woo Won-jae: Kim Bora (leader), Manami Nagai e Wen Zhe (centro)
- "Ice Cream" delle Blackpink e Selena Gomez: Kim Dayeon (leader, centro), Hsu Nientzu, Ruan Ikema, Ririka Kishida, Guinn Myah, Huening Bahiyyih, Wu Tammy, Ayaka Fujimoto e Chen Hsinwei
- "No Excuses" di Meghan Trainor: Hikaru Ezaki (leader), Kim Suyeon (centro) e Yang Zige
- "Missing You" dei BtoB: Zhou Xinyu, Yurina Kawaguchi, Reina Kubo (centro), An Jeongmin (leader), Leung Cheukying e Lee Hyewon

L'episodio finisce con il team di Kang Yeseo, May, Shen Xiaoting, Su Ruiqi, Yamauchi Moana e Choi Yujin che sta per esibirsi con "Fate" di Lee Sun-hee.
Allo spettatore vengono quindi presentate le quattro canzoni composte per la missione successiva, la "Creation Mission", e viene chiesto di votare associando alcune concorrenti e i quattro brani sull'app Universe.

### Episodio 7 (17 settembre 2021)
Le performance dei gruppi per la Combination Mission continuano. Si esibiscono nell'ordine:
- "All About You" di Kim Tae-yeon: Choi Yeyoung (leader), Miu Sakurai, Huang Xingqiao (centro)
- "In the morning" delle Itzy: Huh Jiwon, Mashiro Sakamoto (leader, centro) e Fu Yaning
- "VVS" di Show Me the Money: Lee Chaeyun (centro), Liang Qiao e Kotone Kamimoto (leader)
- "My Sea" di IU: Xu Ziyin (leader), Kim Chaehyun, Jeong Jiyoon (centro), Shana Nonaka, Shihona Sakamoto e Li Yiman
- "My House" dei 2PM: Ayana Kuwahara, Seo Youngeun (centro) e Wang Yale (leader)
- "Salute" delle Little Mix: Cai Bing (leader, centro), Kim Doah, Risako Arai, Chiayi, Kim Hyerim, Moka Shima, Hana Hayase, Yoon Jia e Zhang Luofei
- "Fate" di Lee Sun-hee: Kang Yeseo (centro), May, Shen Xiaoting (leader), Su Ruiqi, Yamauchi Moana e Choi Yujin

Una volta concluse tutte le esibizioni, vengono proclamati i tre team vincitori.
Tra i team da 3, il team vincente è quello composto da Huh Jiwon, Fu Yaning e Sakamoto Mashiro, esibendosi con "In The Morning" delle Itzy e assicurandosi 90 000 punti a testa.
Tra i team da 6, vince il team di Kang Yeseo, May, Shen Xiaoting, Su Ruiqi, Yamauchi Moana e Choi Yujin, con 45 000 punti a testa, e che si è esibito con "Fate" di Lee Sun-hee.
Tra i team da 9, il team di Cai Bing, Zhang Luofei, Chiayi, Yoon Jia, Kim Hyerim, Arai Risako, Kim Doah, Hayase Hana e Shima Moka è quello vincente, esibitosi con "Salute" delle Little Mix e aggiudicandosi 30 000 punti ciascuna.

### Episodio 8 (24 settembre 2021)
Seguendo le decisioni del voto degli spettatori su Universe, le 54 concorrenti vengono divise in otto gruppi per ciascuno dei quattro brani della prossima missione, la Creation Mission, ritrovandosi con due gruppi assegnati ad una stessa canzone, dopodiché iniziano a provare.
Alcuni giorni dopo, avviene il secondo giro di eliminazioni per ridurre le partecipanti da 54 a 27. Viene subito rivelata la top 7 di ogni nazione, per poi passare alle tre concorrenti all'ottavo posto nei rispettivi tre group e alla nuova Planet Top 9: la concorrente del C-Group Shen Xiaoting guadagna il primo posto, con oltre 5 milioni di punti. I Planet Pass vengono assegnati a Kim Suyeon per il K-Group, Zhou Xinyu per il C-Group e Kamimoto Kotone per il J-Group.
Alla fine dell'episodio, viene confermato che la concorrente del gruppo cinese Xu Ziyin, la quale si era classificata ottava nella classifica del C-Group, avrebbe abbandonato il programma per motivi di salute.

### Episodio 9 (1 ottobre 2021)
Data la fine del secondo giro di eliminazioni, le 26 concorrenti rimaste riorganizzano e cambiano le parti dei loro brani in base a chi è stato eliminato: il team di "Shoot!" è l'unico a restare invariato, dato che tutte le concorrenti del team sono sopravvissute all'eliminazione. Dopodiché continuano ad esercitarsi finché non lasciano i dormitori per una missione speciale, chiamata "Planet Teamwork Mission". In questa missione, tutti i team devono esibirsi con le loro canzoni della Creation Mission in un determinato luogo.
Il team di "Shoot!" viene portato all'appartamento della concorrente Kim Dayeon e viene accolto da sua madre. Qui scrivono delle lettere, si esibiscono per lei, e mangiano sushi per pranzo. Il team di "Snake" si reca in un paese di campagna, in cui raccoglie le patate dolci e i peperoncini per pranzo, per poi vedersi con il team "Shoot!" in videochiamata. Si esibiscono con la loro canzone e due brani trot dinanzi agli abitanti del paese. Il team di "U+Me=LOVE" va invece alla Lotte World Tower, dove ricevono un massaggio e cenano in un ristorante di lusso. Si esibiscono poi con la loro canzone al 118º piano del grattacielo. Il team di "Utopia" fa un'escursione e canta mentre fa parapendio. Una volta finita la missione speciale tutte le concorrenti ritornano nei loro dormitori per riposare.
Sei giorni dopo la Planet Teamwork Mission, tutti i team cominciano a fare le prove per le loro canzoni, ma vengono interrotti dall'annuncio di una nuova classifica provvisoria. La Top 18 viene annunciata in ordine crescente, seguita dalla Planet Top 9 temporanea. La concorrente del C-Group Shen Xiaoting rimane al primo posto sia della Planet Top 9 che C-Group. La seconda è Kim Dayeon, che ritorna per la prima volta alla prima posizione del K-Group, mentre la terza è Ezaki Hikaru, che si conferma ancora una volta al primo posto nel J-Group.

### Episodio 10 (8 ottobre 2021)
Le concorrenti incontrano dei fan e si esibiscono davanti a loro con diverse delle loro vecchie performance dello show, sia dal Planet Demo Stage che dalle due missioni precedenti. Alla conclusione dell'incontro con i fan, le concorrenti danno loro dei regali.
Successivamente iniziano le performance della Creation Mission nel seguente ordine:
- "Shoot!": Ririka Kishida (controcanto), Huening Bahiyyih (controcanto), Manami Nagai (controcanto), Choi Yu-jin (voce principale), Chen Hsinwei (controcanto), Ruan Ikema (controcanto) e Guinn Myah (controcanto)
- "Utopia": Kim Bo-ra (voce principale), Kang Ye-seo (controcanto), Kim Chae-hyun (controcanto), Yurina Kawaguchi (controcanto) e Huang Xingqiao (controcanto)
- "U+Me=LOVE": Kim Su-yeon (centro, controcanto), Zhou Xinyu (rapper principale), Kotone Kamimoto (rapper), Mashiro Sakamoto (leader, controcanto), Shana Nonaka (controcanto), Seo Young-eun (voce principale) e May (controcanto)
- "Snake": Cai Bing (rapper principale), Kim Da-yeon (controcanto), Shen Xiaoting (controcanto), Wen Zhe (controcanto), Fu Yaning (voce principale), Su Ruiqi (controcanto) e Hikaru Ezaki (rapper).

Vince il team "U+Me=LOVE", con 94,17 punti su 100.
In seguito, viene rivelata la missione finale, la O.O.O Mission, che avrà luogo nell'ultimo episodio. Le concorrenti saranno riorganizzate in tre team differenti, che si esibiranno con la sigla dello show, "O.O.O (Over&Over&Over)". I team vengono votati dagli spettatori attraverso Universe.

### Episodio 11 (15 ottobre 2021)
Per la O.O.O Mission, le concorrenti vengono raggruppate in tre team, due composti da nove membri, e uno da otto. I team si sfideranno esibendosi con la colonna sonora del programma, "O.O.O (Over&Over&Over)". Dopo aver distribuito le parti ed essersi esercitate, si esibiscono davanti ai mentori.
- Squadra 1: Kim Dayeon (voce principale), Yurina Kawaguchi (controcanto), Choi Yujin (centro, controcanto), Shen Xiaoting (controcanto), Kang Yeseo (controcanto), Mashiro Sakamoto (leader, controcanto), Kim Chaehyun (controcanto), Hikaru Ezaki (rapper), Su Ruiqi (rapper principale)
- Squadra 2: Shana Nonaka (voce principale), Cai Bing (controcanto), Huang Xingqiao (controcanto), Ririka Kishida (controcanto), Fu Yaning (centro, controcanto), May (leader, controcanto), Huening Bahiyyih (controcanto), Kim Suyeon (rapper), Kotone Kamimoto (rapper principale)
- Squadra 3: Kim Bora (leader, voce principale), Guinn Myah (controcanto), Wen Zhe (controcanto), Ruan Ikema (controcanto), Chen Hsinwei (controcanto), Manami Nagai (centro, controcanto), Seo Youngeun (rapper principale), Zhou Xinyu (rapper)

Le vincitrici della O.O.O Mission vengono determinate dagli spettatori: la concorrente di ciascun team che ha accumulato il maggior numero di "mi piace" su YouTube nei rispettivi video nelle prime 24 ore (in grassetto) riceverà 90 000 punti bonus. Si apre quindi il terzo round di eliminazioni. Il podio viene occupato da Sakamoto Mashiro al 3º posto, Kim Dayeon al 2º posto e nuovamente Shen Xiaoting al 1º posto. Dopo l'annuncio delle 17 concorrenti che hanno superato l'eliminazione, viene annunciato il Planet Pass, assegnato alla concorrente del K-Group Guinn Myah.
L'episodio si conclude con un'anteprima dell'ultima missione, la Completion Mission, che si svolgerà nella finalissima.

### Episodio 12 (22 ottobre 2021)
Le 18 finaliste si esibiscono con "O.O.O" di fronte ai mentori e alcune delle concorrenti eliminate che si trovano ancora in Corea del Sud, unico pubblico live a causa delle restrizioni causate dalla pandemia di COVID-19. Il pubblico da casa viene mostrato in diretta su Zoom.
Yeo Jin-goo annuncia l'apertura dell'ultimo televoto, in cui tutti i voti verranno raddoppiati. Dopodiché vengono mostrate le audizioni delle finaliste, durante le quali spiegano perché abbiano deciso di diventare cantanti, esprimendo il loro desiderio di debuttare. Yeo illustra poi il processo di votazione per la finale: il punteggio includerà i voti del primo giro di votazioni della settimana, sommati a quelli ricevuti durante la diretta della finale. Rivela che, durante il primo round, sono stati raccolti 4 300 524 voti da 172 paesi. Successivamente presenta i mentori ed il pubblico composto dalle ex concorrenti, e annuncia le candidate provvisorie per il 9º posto: Shen Xiaoting e Hikaru Ezaki.
Si torna a poche settimane prima della finale, quando le concorrenti sentono per la prima volta il brano della Completion Mission, "Shine", che eseguiranno divise in due gruppi da nove. Entrambi i team si sono esibiti nella stessa performance: la squadra 1 si è esibita con il primo verso, la squadra 2 con il secondo, ed infine il ritornello insieme. La squadra che avrebbe cantato la parte finale sarebbe stata decisa dai mentori. La concorrente con la posizione più bassa in classifica, ovvero Guinn Myah, è la prima a scegliere il team di cui vuole fare parte, seguita poi dal resto delle finaliste in ordine crescente. Successivamente dividono le parti e si esercitano.
- Squadra 1: Shen Xiaoting (centro, controcanto), Yurina Kawaguchi (controcanto)i, Choi Yujin (leader, voce principale), Fu Yaning (controcanto), Kang Yeseo (controcanto), Huang Xingqiao (controcanto), Huening Bahiyyih (controcanto), Kim Suyeon (controcanto), Mashiro Sakamoto (controcanto)
- Squadra 2: Kim Dayeon (centro, controcanto), Kim Chaehyun (leader, controcanto), Seo Youngeun , Kim Bora (voce principale), Shana Nonaka (controcanto), Hikaru Ezaki (controcanto), Guinn Myah (controcanto), Su Ruiqi (controcanto), Wen Zhe (controcanto)

Vincitore: Squadra 2
Yeo annuncia il nome assegnato al girl group che deriverà dal programma – Kep1er, pronunciato Kepler – prima che le concorrenti eseguano le performance di "Shine" e una ballata, "Another Dream". Nell'intervallo tra le due canzoni vengono trasmesse delle clip di una settimana prima, in cui le concorrenti guardano i video delle loro audizioni al programma e altri che avevano registrato nei primi episodi, in cui parlavano al loro io del futuro. In seguito, viene mostrato un ulteriore filmato in cui le concorrenti durante una festa ripercorrono i ricordi della partecipazione al programma attraverso disegni che si sono fatte a vicenda e polaroid, il tutto seguito da una cena lussuosa. In seguito si siedono di fronte ad un proiettore per guardare i videomessaggi mandati da alcuni dei loro parenti e da alcune delle concorrenti eliminate.
La formazione ufficiale delle Kep1er viene finalmente annunciata. Viene innanzitutto chiamata la concorrente classificatasi all'8º posto, che viene rivelata essere Mashiro Sakamoto del J-Group. Successivamente vengono chiamati tutti i posti dal 7º al 3º, occupati rispettivamente da Hikaru Ezaki del J-Group, e Kang Yeseo, Seo Youngeun, Kim Dayeon e Choi Yujin del K-Group. Le due candidate per il 1º posto sono Huening Bahiyyih e Kim Chaehyun del K-Group, ed è proprio quest'ultima a ottenerlo, mentre Huening Bahiyyih si posiziona seconda.
Le candidate per il 9º, nonché ultimo posto, sono Shen Xiaoting del C-Group, e Kim Suyeon e Guinn Myah del K-Group. Guinn Myah finisce all'11º posto, Kim Suyeon al 10º, mentre Shen Xiaoting di aggiudica il 9º posto, occupando l'ultimo posto libero nella Top 9 e confermandosi nella line-up finale. Terminato l'annuncio, le vincitrici e le eliminate si abbracciano e si congratulano a vicenda concludendo il programma con un tono commuovente.

## Cast
La serie è presentata da Yeo Jin-goo, soprannominato "Planet Master". Gli altri mentori, anch'essi soprannominati "masters", sono:
- K-Pop Masters:
  - Sunmi
  - Tiffany Young
- Dance Masters:
  - Back Koo-young
  - Jang Juhee
- Vocal Masters:
  - Lim Hanbyul
  - Jo Ayoung
- Rap Master (solo nel 6º e nel 7º episodio):
  - Woo Won-jae

## Concorrenti
Le concorrenti sono 99, divise in tre "group" da 33: il K-Group, il J-Group e il C-Group.
Legenda:
| 99 concorrenti                     | 99 concorrenti                | 99 concorrenti                 | 99 concorrenti                 | 99 concorrenti                     |
| K-Group ( Corea del Sud)           | K-Group ( Corea del Sud)      | K-Group ( Corea del Sud)       | K-Group ( Corea del Sud)       | K-Group ( Corea del Sud)           |
| ---------------------------------- | ----------------------------- | ------------------------------ | ------------------------------ | ---------------------------------- |
| Kim Chaehyun (김채현)              | Huening Bahiyyih (휴닝바히에) | Choi Yujin (최유진)            | Kim Dayeon (김다연)            | Seo Youngeun (서영은)              |
| Kang Yeseo (강예서)                | Kim Suyeon (김수연)           | Guinn Myah (귄마야)            | Kim Bora (김보라)              | Kim Doah (김도아)                  |
| Yoon Jia (윤지아)                  | Jeong Jiyoon (정지윤)         | An Jeongmin (안정민)           | Lee Hyewon (이혜원)            | Kim Hyerim (김혜림)                |
| Huh Jiwon (허지원)                 | Choi Yeyoung (최예영)         | Lee Chaeyun (이채윤)           | You Dayeon (유다연)            | Kim Sein (김세인)                  |
| Sim Seungeun (심승은)              | Lee Yeongyung (이연경)        | Lee Rayeon (이나연)            | Lee Sunwoo (이선우)            | Kim Yeeun (김예은)                 |
| Lee Yunji (이윤지)                 | Choi Hyerin (최혜린)          | Ryu Sion (류시온)              | Suh Jimin (서지민)             | Joung Min (정민)                   |
| Kim Yubin (김유빈)                 | Cho Haeun (조하은)            | Han Dana (한다나)              |                                |                                    |
| C-Group ( Cina, Taiwan, Hong Kong) |                               |                                |                                |                                    |
| Shen Xiaoting (沈小婷)             | Fu Yaning (符雅凝)            | Su Ruiqi (苏芮琪)              | Wen Zhe (文哲)                 | Huang Xingqiao (黄星侨)            |
| Chen Hsinwei (陳昕葳)              | Zhou Xinyu (周心语)           | Cai Bing (蔡冰)                | Xu Ziyin (徐紫茵)              | Liang Jiao (梁娇)                  |
| Li Yiman (李伊蔓)                  | Yang Zige (杨梓格)            | Wang Yale (王雅乐)             | Zhang Luofei (张洛菲)          | Hsu Nientzu (許念慈)               |
| Chiayi (家儀)                      | Wu Tammy (吴甜蜜)             | Leung Cheukying (梁卓瀅)       | Xia Yan (夏研)                 | Liang Qiao (梁乔)                  |
| Xu Ruowei (徐若惟)                 | Gu Yizhou (顾逸舟)            | Chang Ching (張競)             | Ma Yuling (马玉灵)             | Lin Chenhan (林辰涵)               |
| Cui Wenmeixiu (崔文美秀)           | Chien Tzuling (簡紫翎)        | Ho Szeching (何思澄)           | Poon Wingchi (潘穎芝)          | Lin Shuyun (林書蘊)                |
| Liu Shiqi (刘诗琦)                 | Wang Qiuru (王秋茹)           | Liu Yuhan (刘钰涵)             |                                |                                    |
| J-Group ( Giappone)                |                               |                                |                                |                                    |
| Hikaru Ezaki (江崎ひかる?)         | Mashiro Sakamoto (坂本舞白?)  | Yurina Kawaguchi (川口ゆりな?) | Shana Nonaka (野仲紗奈?)       | Ruan Ikema (池間琉杏?)             |
| Manami Nagai (永井愛実?)           | Ririka Kishida (岸田莉里花?)  | May (メイ?)                    | Kotone Kamimoto (嘉味元琴音?)  | Reina Kubo (久保玲奈?)             |
| Miu Sakurai (櫻井美羽?)            | Ayana Kuwahara (桑原彩菜?)    | Moana Yamauchi (山内若杏名?)   | Shihona Sakamoto (坂本志穂菜?) | Risako Arai (新井理沙子?)          |
| Moka Shima (島望叶?)               | Ayaka Fujimoto (藤本彩花?)    | Hana Hayase (早瀬華?)          | Miyu Ito (伊藤美優?)           | Fuko Hayashi (林楓子?)             |
| Nagomi Hiyajo (比屋定和?)          | Rinka Ando (安藤梨花?)        | Rinka Aratake (荒武凛香?)      | Momoko Okazaki (岡崎百々子?)   | Vivienne Inaba (稲葉ヴィヴィアン?) |
| Yume Murakami (村上結愛?)          | Rei Kamikura (神藏令?)        | Hina Terasaki (寺崎日菜?)      | Sumomo Okuma (大熊李?)         | Fuka Oki (沖楓花?)                 |
| Miyu Kanno (菅野美優?)             | Yuna Kitajima (北島由菜?)     | Kyara Nakamura (中村伽羅?)     |                                |                                    |

## Classifiche

### Planet Top 9
La Planet Top 9 è determinata dai mentori nell'episodio 2 e dagli spettatori in quelli successivi. La Planet Top 9 del 2º episodio ha ricevuto il vantaggio di poter riorganizzare le proprie cell.
Legenda:
| #  | Ep. 2          | Ep. 5              | Ep. 8                 | Ep. 9                 | Ep. 11                | <9IRLS NI9TH A9IT> Special Live | Ep. 12                |
| #  | Concorrente    | Concorrente        | Concorrente           | Contestant            | Concorrente           | Concorrente                     | Concorrente           |
| -- | -------------- | ------------------ | --------------------- | --------------------- | --------------------- | ------------------------------- | --------------------- |
| P1 | Hikaru Ezaki   | Yurina Kawaguchi   | Shen Xiaoting (↑1)    | Shen Xiaoting (–)     | Shen Xiaoting (–)     | Kim Chaehyun (↑10)              | Kim Chaehyun (–)      |
| P2 | Kang Yeseo     | Shen Xiaoting (↑1) | Yurina Kawaguchi (↓1) | Kim Dayeon (↑8)       | Kim Dayeon (–)        | Choi Yujin (↑3)                 | Huening Bahiyyih (↑3) |
| P3 | Shen Xiaoting  | Hikaru Ezaki (↓2)  | Mashiro Sakamoto (↑2) | Hikaru Ezaki (↑1)     | Mashiro Sakamoto (↑1) | Kim Dayeon (↓1)                 | Choi Yujin (↓1)       |
| P4 | Su Ruiqi       | Choi Yujin (↑3)    | Hikaru Ezaki (↓1)     | Mashiro Sakamoto (↓1) | Hikaru Ezaki (↓1)     | Seo Youngeun (↑5)               | Kim Dayeon (↓1)       |
| P5 | Jeong Jiyoon   | Mashiro Sakamoto   | Choi Yujin (↓1)       | Yurina Kawaguchi (↓3) | Choi Yujin (↑1)       | Huening Bahiyyih (↑8)           | Seo Youngeun (↓1)     |
| P6 | Seo Youngeun   | Su Ruiqi (↓2)      | Su Ruiqi (–)          | Choi Yujin (↓1)       | Yurina Kawaguchi (↓1) | Kang Yeseo (↑6)                 | Kang Yeseo (–)        |
| P7 | Choi Yujin     | Cai Bing (↑1)      | Huang Xingqiao        | Su Ruiqi (↓1)         | Shana Nonaka (↑2)     | Kim Suyeon (↑10)                | Ezaki Hikaru (↑5)     |
| P8 | Cai Bing       | Kang Yeseo (↓6)    | Cai Bing (↓1)         | Kim Chaehyun (↑1)     | Fu Yaning (↑2)        | Guinn Myah (↑10)                | Sakamoto Mashiro (↑6) |
| P9 | Ayana Kuwahara | Kim Chaehyun       | Kim Chaehyun (–)      | Shana Nonaka (↑2)     | Seo Youngeun (↑3)     | Su Ruiqi (↑1)                   | Shen Xiaoting (↑7)    |

### Planet Pass
Il Planet Pass è un voto dei mentori che si effettua per salvare una o tre concorrenti che sono state eliminate per salvarle dall'eliminazione.
I primi due giri di eliminazioni hanno previsto i Planet Pass solamente per tre eliminate, una per nazionalità. Il terzo giro di eliminazioni ne ha previsto uno solo, per una qualsiasi concorrente eliminata a prescindere dalla nazionalità.
| Ep. 5      | Ep. 8           | Ep. 11     |
| ---------- | --------------- | ---------- |
| Ruan Ikema | Kotone Kamimoto | Guinn Myah |
| Wen Zhe    | Zhou Xinyu      | Guinn Myah |
| Kim Hyerim | Kim Suyeon      | Guinn Myah |

### Primo giro di eliminazioni
Le votazioni per il primo giro di eliminazioni si sono tenute tra il 13 agosto e il 28 agosto 2021.
Il pubblico ha votato sia per tre cell, che per tre concorrenti (una per nazionalità).
Le eliminazioni si sono basate sui punti delle cell, mentre la Planet Top 9 si è basata sui punti individuali.
Legenda:
| Posizione   | Episodio 3       | Episodio 3      | Episodio 3       | Episodio 3 | Episodio 5       | Episodio 5      | Episodio 5       | Episodio 5 |
| Posizione   | Cell             | Cell            | Cell             | Punti      | Cell             | Cell            | Cell             | Punti      |
| Posizione   | K                | C               | J                | Punti      | K                | C               | J                | Punti      |
| ----------- | ---------------- | --------------- | ---------------- | ---------- | ---------------- | --------------- | ---------------- | ---------- |
| 1           | Choi Yujin       | Cai Bing        | May              | 1,328,882  | Choi Yujin       | Cai Bing        | May              | 2,929,629  |
| 2           | Seo Youngeun     | Shen Xiaoting   | Yurina Kawaguchi | 1,176,035  | Seo Youngeun     | Shen Xiaoting   | Yurina Kawaguchi | 2,649,735  |
| 3           | Jeong Jiyoon     | Su Ruiqi        | Hikaru Ezaki     | 1,065,592  | Jeong Jiyoon     | Su Ruiqi        | Hikaru Ezaki     | 2,048,599  |
| 4           | Kang Yeseo       | Huang Xingqiao  | Mashiro Sakamoto | 843,274    | Kang Yeseo       | Huang Xingqiao  | Mashiro Sakamoto | 1,912,854  |
| 5           | Huening Bahiyyih | Hsu Nientzu     | Shihona Sakamoto | 534,755    | Kim Chaehyun     | Li Yiman        | Ayana Kuwahara   | 1,153,957  |
| 6           | Kim Doah         | Xu Ziyin        | Risako Arai      | 502,682    | Kim Doah         | Xu Ziyin        | Risako Arai      | 1,134,128  |
| 7           | Kim Chaehyun     | Li Yiman        | Ayana Kuwahara   | 351,067    | Huening Bahiyyih | Hsu Nientzu     | Shihona Sakamoto | 1,025,869  |
| 8           | Kim Suyeon       | Fu Yaning       | Shana Nonaka     | 286,390    | Kim Suyeon       | Fu Yaning       | Shana Nonaka     | 640,747    |
| 9           | Kim Dayeon       | Wu Tammy        | Miu Sakurai      | 223,105    | Kim Dayeon       | Wu Tammy        | Miu Sakurai      | 589,272    |
| 10          | Choi Yeyoung     | Chen Hsinwei    | Kubo Reina       | 209,637    | Choi Yeyoung     | Chen Hsinwei    | Kubo Reina       | 490,970    |
| 11          | Lee Chaeyun      | Leung Cheukying | Ririka Kishida   | 183,342    | Guinn Myah       | Yang Zige       | Kotone Kamimoto  | 485,596    |
| 12          | An Jeongmin      | Wang Yale       | Ayaka Fujimoto   | 156,942    | Huh Jiwon        | Chiayi          | Moana Yamauchi   | 467,491    |
| 13          | Huh Jiwon        | Chiayi          | Moana Yamauchi   | 156,595    | Lee Chaeyun      | Leung Cheukying | Ririka Kishida   | 431,400    |
| 14          | Lee Hyewon       | Liang Jiao      | Manami Nagai     | 148,979    | Lee Hyewon       | Liang Jiao      | Manami Nagai     | 419,671    |
| 15          | You Dayeon       | Xu Ruowei       | Rei Kamikura     | 122,428    | An Jeongmin      | Wang Yale       | Ayaka Fujimoto   | 392,201    |
| 16          | Guinn Myah       | Yang Zige       | Kotone Kamimoto  | 117,496    | Kim Bora         | Zhang Luofei    | Hana Hayase      | 383,678    |
| 17          | Kim Sein         | Wen Zhe         | Momoko Okazaki   | 110,687    | Yoon Jia         | Zhou Xinyu      | Moka Shima       | 370,017    |
| Planet Pass | N.D.             | N.D.            | N.D.             | N.D.       | Kim Hyerim       | Wen Zhe         | Ruan Ikema       | –          |

### Secondo giro di eliminazioni
Le votazioni per il secondo giro di eliminazioni si sono tenute tra il 3 settembre e il 18 settembre 2021.
Il pubblico ha votato per tre concorrenti per ciascuna nazionalità.
Le eliminazioni si sono basate sui punti individuali all'interno di K-Group, J-Group e C-Group.
Legenda:
| Posizione   | Episodio 8            | Episodio 8 | Episodio 8          | Episodio 8 | Episodio 8            | Episodio 8 |
| Posizione   | K                     | K          | C                   | C          | J                     | J          |
| Posizione   | Concorrente           | Punti      | Concorrente         | Punti      | Concorrente           | Punti      |
| ----------- | --------------------- | ---------- | ------------------- | ---------- | --------------------- | ---------- |
| 1           | Choi Yujin (–)        | 3,173,040  | Shen Xiaoting (–)   | 5,517,873  | Yurina Kawaguchi (–)  | 4,661,720  |
| 2           | Kim Chaehyun (↑1)     | 2,665,915  | Su Ruiqi (–)        | 2,912,831  | Mashiro Sakamoto (↑1) | 4,578,784  |
| 3           | Kim Dayeon (↑4)       | 2,614,923  | Huang Xingqiao (↑1) | 2,816,654  | Hikaru Ezaki (↓1)     | 4,176,316  |
| 4           | Kang Yeseo (↓2)       | 2,475,538  | Cai Bing (↓1)       | 2,682,114  | Shana Nonaka (↑2)     | 2,563,703  |
| 5           | Seo Youngeun (↓1)     | 2,015,176  | Wen Zhe (↑6)        | 2,197,276  | Manami Nagai (↑2)     | 2,363,513  |
| 6           | Guinn Myah (↑3)       | 1,803,320  | Chen Hsinwei (↓1)   | 1,751,753  | Ririka Kishida (↓1)   | 2,221,061  |
| 7           | Kim Bora (↑5)         | 1,662,629  | Fu Yaning (–)       | 1,658,939  | Ruan Ikema (↑7)       | 1,729,825  |
| 8           | Huening Bahiyyih (↓2) | 1,503,092  | Xu Ziyin (↓2)       | 1,637,433  | May (↓4)              | 1,696,554  |
| Planet Pass | Kim Suyeon            | –          | Zhou Xinyu          | –          | Kotone Kamimoto       | –          |

| Episodio 8 | Episodio 8       | Episodio 8 | Episodio 8 | Episodio 8     | Episodio 8 | Episodio 8 | Episodio 8       | Episodio 8 |      |
| #          | Concorrente      | Punti      | #          | Concorrente    | Punti      | #          | Concorrente      | Punti      |      |
| ---------- | ---------------- | ---------- | ---------- | -------------- | ---------- | ---------- | ---------------- | ---------- | ---- |
| P1         | Shen Xiaoting    | 5.517.873  | P10        | Kim Dayeon     | 2.614.923  | P19        | Ruan Ikema       | 1.729.825  |      |
| P2         | Yurina Kawaguchi | 4.661.720  | P11        | Shana Nonaka   | 2.563.703  | P20        | May              | 1.696.554  |      |
| P3         | Mashiro Sakamoto | 4.578.784  | P12        | Kang Yeseo     | 2.475.538  | P21        | Kim Bora         | 1.662.629  |      |
| P4         | Hikaru Ezaki     | 4.176.316  | P13        | Manami Nagai   | 2.363.513  | P22        | Fu Yaning        | 1.658.939  |      |
| P5         | Choi Yujin       | 3.173.040  | P14        | Ririka Kishida | 2.221.061  | P23        | Xu Ziyin         | 1.637.433  |      |
| P6         | Su Ruiqi         | 2.912.831  | P15        | Wen Zhe        | 2.197.276  | P24        | Huening Bahiyyih | 1.503.092  |      |
| P7         | Huang Xingqiao   | 2.816.654  | P16        | Seo Youngeun   | 2.015.176  | P25        | N.D.             | N.D.       | N.D. |
| P8         | Cai Bing         | 2.682.114  | P17        | Guinn Myah     | 1.803.320  | P26        | N.D.             | N.D.       | N.D. |
| P9         | Kim Chaehyun     | 2.665.915  | P18        | Chen Hsinwei   | 1.751.753  | P27        | N.D.             | N.D.       | N.D. |

### Terzo giro di eliminazioni
Le votazioni per il terzo giro di eliminazioni si sono tenute tra il 24 settembre e il 9 ottobre 2021.
Il pubblico ha votato per una sola concorrente per ogni nazionalità.
Le eliminazioni si sono basate sui voti individuali, a prescindere dalla nazionalità.
| Episodio 9 | Episodio 9            | Episodio 9 | Episodio 9             | Episodio 11 | Episodio 11           | Episodio 11 | Episodio 11 | Episodio 11          | Episodio 11 |
| #          | Concorrente           | #          | Concorrente            | #           | Concorrente           | Punti       | #           | Concorrente          | Punti       |
| ---------- | --------------------- | ---------- | ---------------------- | ----------- | --------------------- | ----------- | ----------- | -------------------- | ----------- |
| P1         | Shen Xiaoting (–)     | P10        | Fu Yaning (↑12)        | P1          | Shen Xiaoting (–)     | 4.161.699   | P10         | Su Ruiqi (↓3)        | 1.369.169   |
| P2         | Kim Dayeon (↑8)       | P11        | Kang Yeseo (↑1)        | P2          | Kim Dayeon (–)        | 2.395.726   | P11         | Kim Chaehyun (↓3)    | 1.308.669   |
| P3         | Hikaru Ezaki (↑1)     | P12        | Seo Youngeun (↑4)      | P3          | Mashiro Sakamoto (↑1) | 2.314.788   | P12         | Kang Yeseo (↓1)      | 1.248.877   |
| P4         | Mashiro Sakamoto (↓1) | P13        | Huening Bahiyyih (↑11) | P4          | Hikaru Ezaki (↓1)     | 2.185.083   | P13         | Huening Bahiyyih (–) | 1.238.862   |
| P5         | Yurina Kawaguchi (↓3) | P14        | Wen Zhe (↑1)           | P5          | Choi Yujin (↑1)       | 1.747.716   | P14         | Wen Zhe (–)          | 1.121.791   |
| P6         | Choi Yujin (↓1)       | P15        | Huang Xingqiao (↓8)    | P6          | Yurina Kawaguchi (↓1) | 1.692.862   | P15         | Kim Bora (↑6)        | 1.023.271   |
| P7         | Su Ruiqi (↓1)         | P16        | Ruan Ikema (↑3)        | P7          | Shana Nonaka (↑2)     | 1.621.602   | P16         | Huang Xingqiao (↓1)  | 1.015.623   |
| P8         | Kim Chaehyun (↑1)     | P17        | Manami Nagai (↓4)      | P8          | Fu Yaning (↑2)        | 1.548.272   | P17         | Kim Suyeon (↑3)      | 989.381     |
| P9         | Shana Nonaka (↑2)     | P18        | Chen Hsinwei (–)       | P9          | Seo Youngeun (↑3)     | 1.524.572   | PP          | Guinn Myah           | –           |

### Quarto giro di eliminazioni
Le votazioni per il secondo giro di eliminazioni si sono tenute tra il 15 ottobre e il 22 ottobre 2021. Il pubblico ha votato solo per una concorrente tra le diciotto rimanenti.
I membri della formazione di debutto sono stati decisi in base ai voti individuali e indipendentemente dalla nazionalità. 
| <9IRLS NI9HT A9IT> Special Live | <9IRLS NI9HT A9IT> Special Live | <9IRLS NI9HT A9IT> Special Live | <9IRLS NI9HT A9IT> Special Live | Episodio 12 | Episodio 12           | Episodio 12 | Episodio 12 | Episodio 12           | Episodio 12 |
| #                               | Concorrente                     | #                               | Concorrente                     | #           | Concorrente           | Punti       | #           | Concorrente           | Punti       |
| ------------------------------- | ------------------------------- | ------------------------------- | ------------------------------- | ----------- | --------------------- | ----------- | ----------- | --------------------- | ----------- |
| P1                              | Kim Chaehyun (↑10)              | P10                             | Fu Yaning (↓2)                  | P1          | Kim Chaehyun (–)      | 1,081,182   | P10         | Kim Suyeon (↓3)       | 650,790     |
| P2                              | Choi Yujin (↑3)                 | P11                             | Kim Bora (↑4)                   | P2          | Huening Bahiyyih (↑3) | 923,567     | P11         | Guinn Myah (↓3)       | 625,722     |
| P3                              | Kim Dayeon (↓1)                 | P12                             | Hikaru Ezaki (↓8)               | P3          | Choi Yujin (↓1)       | 915,722     | P12         | Fu Yaning (↓2)        | 560,606     |
| P4                              | Seo Youngeun (↑5)               | P13                             | Yurina Kawaguchi (↓7)           | P4          | Kim Dayeon (↓1)       | 885,286     | P13         | Su Ruiqi (↓4)         | 552,878     |
| P5                              | Huening Bahiyyih (↑8)           | P14                             | Mashiro Sakamoto (↓11)          | P5          | Seo Youngeun (↓1)     | 781,657     | P14         | Yurina Kawaguchi (↓1) | 525,051     |
| P6                              | Kang Yeseo (↑6)                 | P15                             | Shana Nonaka (↓8)               | P6          | Kang Yeseo (–)        | 770,561     | P15         | Kim Bora (↓4)         | 503,773     |
| P7                              | Kim Suyeon (↑10)                | P16                             | Shen Xiaoting (↓15)             | P7          | Hikaru Ezaki (↑5)     | 713,322     | P16         | Shana Nonaka (↓1)     | 342,370     |
| P8                              | Guinn Myah (↑10)                | P17                             | Wen Zhe (↓3)                    | P8          | Mashiro Sakamoto (↑6) | 708,149     | P17         | Wen Zhe (–)           | 88,673      |
| P9                              | Su Ruiqi (↑1)                   | P18                             | Huang Xingqiao (↓2)             | P9          | Shen Xiaoting (↑7)    | 700,663     | P18         | Huang Xingqiao (–)    | 56,600      |

### Vincitrici
La puntata finale, nonché il 12º episodio, è stata trasmessa in diretta il 22 ottobre 2021, ed è stato annunciato che il gruppo formato dalle vincitrici avrebbe avuto il nome di Kep1er (케플러?).
| Episodio 12 | Episodio 12      | Episodio 12 | Episodio 12             |
| #           | Concorrente      | Punti       | Etichetta               |
| ----------- | ---------------- | ----------- | ----------------------- |
| P1          | Kim Chaehyun     | 1,081,182   | Wake One Entertainment  |
| P2          | Huening Bahiyyih | 923,567     | IST Entertainment       |
| P3          | Choi Yujin       | 915,722     | Cube Entertainment      |
| P4          | Kim Dayeon       | 885,286     | Jellyfish Entertainment |
| P5          | Seo Youngeun     | 781,657     | Biscuit Entertainment   |
| P6          | Kang Yeseo       | 770,561     | 143 Entertainment       |
| P7          | Hikaru Ezaki     | 713,322     | Avex Artist Academy     |
| P8          | Mashiro Sakamoto | 708,149     | 143 Entertainment       |
| P9          | Shen Xiaoting    | 700,663     | Top Class Entertainment |

## Discografia

### EP
- 2021 – Girls Planet 999 - Creation Mission
- 2021 – Girls Planet 999 - Completion Mission

### Singoli
- 2021 – O.O.O. (Over&Over&Over)
- 2021 – U+Me=LOVE
- 2021 – Shoot!
- 2021 – Snake
- 2021 – Utopia
- 2021 – Shine
- 2021 – Another Dream

## Ascolti
Nella tabella riportata sotto, i numeri evidenziati in blu rappresentano lo share più basso, mentre i numeri in rosso rappresentano lo share più alto.
| N° Episodio | Data di trasmissione | AGB Nielsen         |
| N° Episodio | Data di trasmissione | A livello nazionale |
| ----------- | -------------------- | ------------------- |
| 1           | 6 agosto 2021        | 1,461%              |
| 2           | 13 agosto 2021       | 1,760%              |
| 3           | 20 agosto 2021       | 1,708%              |
| 4           | 27 agosto 2021       | 1,711%              |
| 5           | 3 settembre 2021     | 2,858%              |
| 6           | 10 settembre 2021    | 1,787%              |
| 7           | 17 settembre 2021    | 1,838%              |
| 8           | 24 settembre 2021    | 2,793%              |
| 9           | 1 ottobre 2021       | 1,710%              |
| 10          | 8 ottobre 2021       | 2,592%              |
| 11          | 15 ottobre 2021      | 1,634%              |
| 12          | 22 ottobre 2021      | 3,889%              |

## Annotazioni
1. ↑  Alle 10 (orario coreano) del 27 settembre 2021.
2. ↑  Punti delle cell alle 10 (orario coreano) del 20 agosto 2021.
3. ↑  I punti delle cell sono calcolati nel seguente modo: [Numero di voti coreani × (voti totali della cell ÷ voti totali coreani della cell)] + [numero di voti internazionali ×  (voti totali della cell ÷ voti totali internazionali della cell)].

1. ↑  Full name: Jung Bahiyyih (정바히에)
2. ↑  Full name: Son Yena (손예나)
3. ↑  Full name: Xu Daomeng (徐道梦)
4. ↑  Full name: Chen Xiuting (陈秀婷)
5. ↑  Full name: Cai Yubing (蔡语冰)
6. ↑  Full name: Li Chiayi (李家儀)
7. ↑  Full name: Mao Hirokawa (廣川茉音)
8. ↑  The Cell Points shown in Episode 5 are inclusive of those shown in Episode 3.